# Graves-Saint-Amant
Graves-Saint-Amant är en kommun i departementet Charente i regionen Nouvelle-Aquitaine i västra Frankrike. Kommunen ligger  i kantonen Châteauneuf-sur-Charente som ligger i arrondissementet Cognac. År 2022 hade Graves-Saint-Amant 328 invånare.

## Befolkningsutveckling
Antalet invånare i kommunen Graves-Saint-Amant
Referens:INSEE